# 竹田団吾
竹田 団吾（たけだ だんご、1961年9月6日 - ）は、劇団☆新感線に所属する日本の衣裳デザイナーである。大阪芸術大学卒業。

## 人物・来歴
大阪芸術大学（映像学科）入学後、劇団☆新感線に参加。映像制作、小道具、俳優などを経て、『スサノオ〜神の剣の物語〜』（1990年）から衣裳デザインを開始。
映画『人造人間ハカイダー』（1995年）で東映プロデューサーの白倉伸一郎と知り合い、映画『劇場版 仮面ライダー555 パラダイス・ロスト』（2003年）以降より白倉が手掛ける東映作品にも多く携わる。
映画『モスラ3 キングギドラ来襲』へは、同シリーズに出演していた劇団☆新感線の羽野晶紀からの誘いで参加した。
現在では数多くの舞台や映像作品等で衣裳デザインを提供している。また他デザイナーのアイデアやイメージを映像、舞台で俳優が実際に着衣可能なコスチュームに仕立て上げる特殊衣裳プロデューサーでもある。

## 舞台
- タイムスリップ黄金丸
- 西遊記
- 直撃!ドラゴンロック2
- リトルセブンの冒険
- LOST SEVEN
- 犬夜叉
- 阿修羅城の瞳
- 古田新太之丞・東海道五十三次地獄旅〜踊れ!いんど屋敷
- 〜夢と孤独の果てに〜 ルートヴィヒII世（宝塚花組公演）
- BEAST IS RED 野獣郎見参!
- Rock To The Future（Panasonic D・LIVE）
- ヴァンプ・ショウ
- 大江戸ロケット
- 世にも不思議なネバーエンディングストーリー
- 直撃!ドラゴンロック3
- スサノオ〜神の剣の物語〜
- 七芒星
- アテルイ（阿弖流為）
- 花の紅天狗
- 阿修羅城の瞳
- レッツゴー!忍法帖
- 髑髏城の七人（アカドクロ）
- SHIROH
- 荒神
- Cat in the Red Boots
- TOMMY
- 犬顔家の一族の陰謀〜金田真一耕助之介の事件です。ノート
- ドラえもん のび太とアニマル惑星
- 鉄人28号
- 鋼鉄番長
- 2015年劇団☆新感線35周年 オールスターチャンピオンまつり 五右衛門vs轟天
- スーパー歌舞伎II ワンピース

## 映画
- 人造人間ハカイダー（1995年） - 岸本祐二衣裳造型
- タオの月（1997年）
- モスラ3 キングギドラ来襲（1998年） - エリアス衣裳デザイン
- さくや妖怪伝（2000年）
- 仮面ライダーシリーズ
  - 劇場版 仮面ライダー555 パラダイス・ロスト（2003年） - 舞踏会ドレス製作[1]
  - 劇場版 仮面ライダー響鬼と7人の戦鬼（2005年） - 戦国時代パートの衣裳[1]
  - 仮面ライダー THE FIRST（2005年） - 特殊衣裳造型[1]
  - 劇場版 仮面ライダーカブト GOD SPEED LOVE（2006年）
  - 劇場版 仮面ライダー電王 俺、誕生!（2007年） - 衣裳造型
  - 仮面ライダー THE NEXT（2007年） - 特殊衣裳造形
  - 劇場版 仮面ライダーディケイド オールライダー対大ショッカー（2009年） - ビシュムデザイン・造型
  - 仮面ライダー×仮面ライダー W&ディケイド MOVIE大戦2010（2009年） - タックル・蜂女衣裳造型
  - 仮面ライダー×仮面ライダー オーズ&ダブル feat.スカル MOVIE大戦CORE（2010年） - 小森絵蓮・衣裳造形
  - 仮面ライダーフォーゼ THE MOVIE みんなで宇宙キターッ!（2012年） - コスチュームデザイン
  - 仮面ライダー×仮面ライダー ウィザード&フォーゼ MOVIE大戦アルティメイタム（2012年） - ポワトリンコスチュームデザイン・製作
- キューティーハニー（2004年） - パンサークロー衣裳制作
- 阿修羅城の瞳（2005年）
- シルバー假面（2006年）
- 真・女立喰師列伝 ケンタッキーの日菜子（2007年）
- ASSAULT GIRLS（2009年）
- ヤッターマン（2009年）
- GANTZ（2011年） - ガンツスーツ制作デザイン
- ガルム・ウォーズ（2015年）
- THE NEXT GENERATION -パトレイバー- 首都決戦（2015年） - 灰原零パイロットスーツデザイン
- DESTINY 鎌倉ものがたり（2017年）
- BLEACH（2018年） - 恋次ゴーグルデザイン

## テレビ
- 美少女戦士セーラームーン（2003年） - ダークキングダム衣裳[1]
- 仮面ライダーシリーズ
  - 仮面ライダー響鬼（2005年） - スーパー童子・姫衣裳[1]
  - 仮面ライダー電王（2007年） - 秋山莉奈衣裳造型
  - 仮面ライダーG（2009年）
- Sh15uya（2005年） - エマスーツ造型
- 牙狼シリーズ
  - 牙狼〈GARO〉（2005年）
  - 牙狼〈GARO〉スペシャル 白夜の魔獣（2006年）
- 西遊記（2006年） - ゲスト妖怪デザイン制作[1]
- 大江戸ロケット（2007年） - アニメ衣裳デザイン
- スカルマン〜闇の序章〜（2007年） - スカルマンコスチューム制作
- キューティーハニー THE LIVE（2007年） - 烏川怪人体衣裳造型
- Cafe du Cinema（石川テレビ）

## 俳優時代の出演作品
テレビ
- 現代用語の基礎体力

舞台
- 阿修羅城の瞳
- 髑髏城の七人

ゲーム
いずれも声の出演。
- 餓狼伝説2（山田十平衛、ビッグ・ベア）
- 餓狼伝説スペシャル（同上）